# Marta Nikolin
Marta Nikolin (Horvat) (Osijek, 15. veljače 1963.), hrvatska pjevačica tamburaške glazbe.

## Životopis
Rođena je u Osijeku, u glazbenoj obitelji. Otac Pero i majka Blaženka bili su pjevači starogradske glazbe. Pohađala je glazbenu školu koju nikada nije završila, a u to je vrijeme svirala violončelo. Kao mlada pjevačica osvojila je prvu nagradu na velikom finalu Fortuna festa u Zagrebu koji je okupljao pjevače amatere iz cijele Hrvatske. Kao ženski vokal 13 je godina pjevala u pratećem bendu Kiće Slabinca. Pjevala je i sa Slavonskim bećarima.
Završila je studij razredne nastave na Pedagoškom fakultetu u rodnom gradu. Zaposlena je kao učiteljica razredne nastave.
Najveći hit joj je pjesma Tajna najveća, duet s Miroslavom Škorom iz 1996. godine.

## Vanjske poveznice
- Profil na diskografija.com